# Imma López Pavia
Imma López Pavia (Llanera de Ranes, 1962) és una professora i poeta valenciana.

## Trajectòria
Imma López es va llicenciar en Filologia Catalana i va exercir com a professora de llengua i literatura universal en l'educació secundària.
Es va donar a conèixer amb el poemari, Santuaris, que li va fer guanyar el XXXII Premi Manuel Rodríguez Martínez Ciutat d’Alcoi. En ell ens descobreix els seus viatges vitals que reflexionen sobre el pas del temps i la vivència del present. Posteriorment, l'any 2017, va guanyar el XXXVII Premis 25 d'Abril Vila de Benissa amb Text-ures, un poemari ple de referències de la infantesa, els tactes, els colors, els sabors i els perfums del temps. L'any 2019, Imma López va guanyar dos premis de manera consecutiva: el primer d'ells va ser els Premis Literaris Teodor Llorente en la categoria de poesia, amb el poemari Solsticis, on s'evidencia a través dels seus versos l'aportació de la memòria, els records, l'amor i el pas del temps que ha viscut la poeta; en segon lloc, va ser el primer premi literari Premi Ibn Hazm de Xàtiva, amb el poemari Veus. Per acabar, el març de l'any 2023, l'escriptora va guanyar elPremi de poesia Maria Mercè Marçal amb el poemari Atles temporal, un poemari que fa un recorregut pel context històric del seu temps fins a concloure amb poesies més lírics i íntimes. Com a narradora, va guanyar l'any 2021 el II Premi de Relat Breu Maribel Vendrell de Carlet amb el relat Estiu de silencis.

## Obra publicada

#### Poesia
- Santuaris (Editorial Denes, 2015)[2]
- Text-ures (Editorial Viena, 2017)[8]
- Solsticis (Editorial Vincle, 2019)[9]
- Veus (Edicions Bromera, 2019)
- Atles temporal (Pagès Editors, 2023)[1]

#### Col·laboracions en antologies
- Màtria, noves veus dels Països Catalans (Alzira: Editorial Germania, 2013)[10]
- Mare Omnium. Antologia bilingüe catalano-portuguesa (Madrid: Editorial Lastura, 2015)[11]
- Elles: Constel·lació poètica (Tàndem Edicions, 2022)[12]
- La terra del foc, Antologia de 40 anys del premi Manuel Rodríguez Martínez Ciutat d’Alcoi[13]

## Premis i reconeixements
- 2015: Premi Manuel Rodríguez Martínez Ciutat d’Alcoi, per Santuaris[14]
- 2017: Premi 25 d'Abril Vila de Benissa, per Text-ures[15]
- 2019: Premis Literaris Teodor Llorente, per Solsticis[16]
- 2019: Premi Ibn Hazm de Xàtiva, per Veus[17]
- 2021: Premi de Relat Breu Maribel Vendrell, per Estiu de silencis[7]
- 2022: Certamen Conta'm Dona de Catarroja, pel relat L'afanadora de llibres[18]
- 2023: Premi Maria Mercè Marçal, per Atles temporal[19]
- 2023: Premi Arnau Llibertat, pel relat La guitarra de Gardel[7]